# TechnoAlpin
 (janvier 2025).
TechnoAlpin S.p.A., dont le siège social est implanté à Bolzano, dans la province italienne du Tyrol du Sud, est une entreprise spécialisée dans la fabrication de systèmes d'enneigement manuels et entièrement automatisés.

## Histoire
Au début des années1980, Georg Eisath et Walter Rieder, responsables du domaine skiable d’Obereggen en Italie, importent un générateur de neige des États-Unis. Ils s'inspirent de ce modèle pour construire eux-mêmes un premier prototype d'enneigeur à basse pression adapté au versant sud des Alpes italiennes. C’est alors qu’ils fondent la société WI.TE OHG (Winter Technik) et commencent à produire des enneigeurs en grandes quantités. Les premières installations équipent les stations italiennes de Cortina d'Ampezzo, Falcade et Val di Zoldo. En 1988, ils fondent à Seefeld (Autriche), avec la société Schneider, leur première filiale à l’étranger.
Le générateur de neige Latemar M90 est lancé sur le marché en 1990 et, lorsque les ventes décollent, Eisath et Rieder engagent le commercial Erich Gummerer et, ensemble, fondent la société TechnoAlpin Srl. En 1991, TechnoAlpin ouvre ses premières représentations commerciales en Allemagne, Autriche, Suisse et Tchécoslovaquie (Tchéquie d'aujourd'hui).
En 1995, TechnoAlpin lance l'ATASS 1.0, (Automatic TechnoAlpin Snowmaking System), le premier système de contrôle et de gestion des données pour les systèmes d’enneigement basse pression entièrement automatique. En 1996, les premières filiales voient le jour en Autriche, Suisse et Allemagne. TechnoAlpin lance la première lance à neige CES.
En 2002, deux filiales sont créées, aux États-Unis et en France. En 2003, les ventes d'enneigeurs TechnoAlpin connaissent une forte croissance dans le monde avec 1 461 unités. Pour la première fois, les investissements en recherche et développement de l'entreprise dépassent le million d’euros.
En 2005, l'entreprise prend le statut de société anonyme. L'entreprise s'appuie sur un réseau international de 7 filiales et 18 partenaires. En 2008, le chiffre d'affaires atteint, pour la première fois, 100 millions d'€uros.
En 2012, TechnoAlpin rachète son concurrent Johnson Controls Neige, qui est rebaptisée MyNeige, spécialisé dans le domaine des lances à neige. En 2013, création de la filiale TechnoAlpin China. En 2014, Lancement de la gamme SnowFactory, un enneigeur conçu pour les températures positives. TechnoAlpin intègre MyNeige et Innovag. Trois centres de compétences sont créés : les enneigeurs ventilateurs à Bolzano en Italie, les lances à neige en France et un département dédié aux systèmes d’enneigement en intérieur.
En 2015, création de 3 nouvelles filiales : TechnoAlpin Nordic à Sunne (Suède), TechnoAlpin Russia à Moscou et TechnoAlpin Turkey à Istanbul. En 2017, la production d'enneigeurs dépasse 7 000 unités : 3 000 enneigeurs ventilateurs et 4 000 enneigeurs à lance. En 2018, TechnoAlpin rachète la société Engo S.p.A., entreprise de surfaceuses de glace.
En 2020, TechnoAlpin SpA emploie 600 personnes dans le monde et le chiffre d'affaires de l'entreprise atteint 165 millions d'€uros.
Après avoir fourni l'ensemble des canons à neige pour les Jeux Olympiques d'hiver de Turin en 2006 et les Jeux de Sochi en 2014, TechnoAlpin a équipé une grande partie des sites de compétition des Jeux Olympiques d'hiver de Pyeongchang, en Corée du Sud, en 2018. En 2019, TechnoAlpin SpA a été le seul équipementier retenu pour les Jeux Olympiques de Pékin en 2022, 350 canons à neige et une quinzaine de surfaceuses à glace. En 2021, l'entreprise a également remporté tous les appels d'offres pour les enneigeurs et surfaceuses pour les Jeux Olympiques d'hiver de Milan-Cortina de 2026.

## Diversification
La société TechnoAlpin S.p.A. a développé des applications complémentaires à sa spécialité avec ses filiales :
- TechnoAlpin Indoor - construction clé en mains de Snowrooms, un local fermé avec un traitement d'air froid à -10 °C et de la neige fraîche. Chaque nuit, le local est recouvert d’une nouvelle couche de neige. La consommation d’eau pour l'enneigement est minimale, un litre d’eau se transforme en 5 litres de neige. Le système consomme 20 litres par heure et nécessite une alimentation électrique de 4 kW.
- EmiControls -  la division "TechnoAlpin Pro Air Solutions" devient, en 2011, une société distincte spécialisée dans les équipements de lutte contre les incendies, les poussières et les odeurs en utilisant de l’eau nébulisée.
  - incendies : les fines gouttes d’eau sont plus efficaces que les systèmes traditionnels. Le groupe TechnoAlpin utilisant la nébulisation de l’eau permet d’atteindre des résultats en améliorant la sécurité dans la lutte contre les incendies pour le personnel et les structures car cette technique soustrait plus rapidement de l’énergie au feu et augmente l’effet de refroidissement,
  - poussières : les fines gouttes d’eau se lient aux particules de poussière et les plaquent au sol,
  - odeurs : pour traiter les nuisances olfactives des centres de recyclage, des sites de compostage et les décharges, TechnoAlpin a développé un système de nébulisation.
- Engo - entreprise italienne fondée en 1979 à Terento, spécialisée dans les équipements mécaniques pour les sports sur glace : surfaceuses de patinoires, barrières de sécurité et parois de protection pour patinoires, canons à neige, rachetée par TechnoAlpin en 2018.
- E-Powertrac -
- Lanatec - constructeur italien de batteries lithium-ions de fortes puissances et modulaires.